# Toma (formaggio)

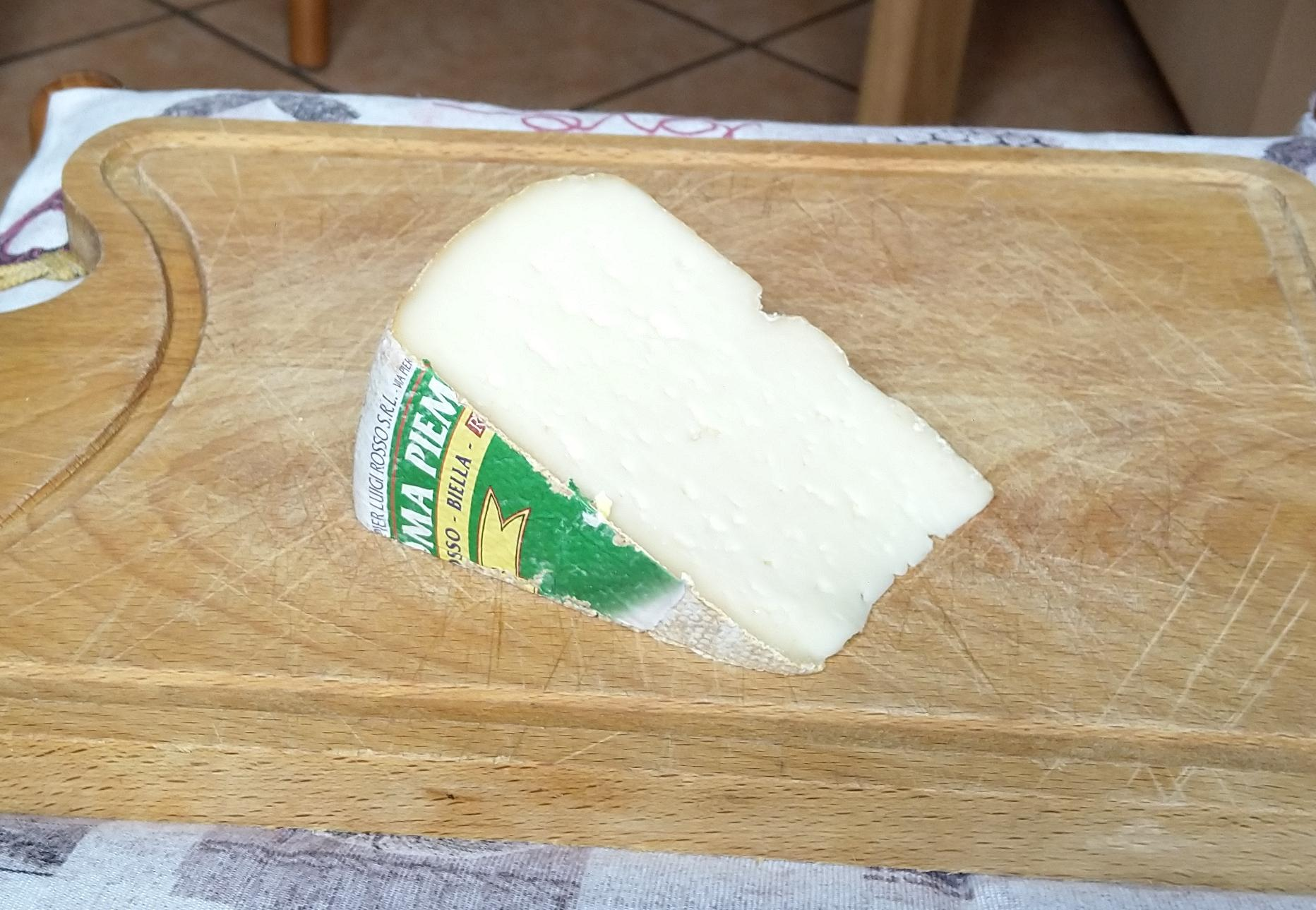
Un pezzo di formaggio Toma

Toma (in Valle d'Aosta, in lingua francese, tomme - [tom]) è un termine generico che indica formaggi prodotti con tecniche fra loro similari. 
Un decreto ministeriale del 24 novembre 1964 lo definisce «formaggio duro, fatto con latte vaccino o misto, non fermentato, con un contenuto in grassi pesato a secco non inferiore al 18%»

## Etimologia
L'etimo è incerto, forse dal francese tomme, che viene spesso tradotto come "formaggio della  Savoia" o "formaggio del Delfinato" ma potrebbe anche essere derivato dal francese tumer (cadere), con riferimento alla precipitazione della caseina nella cagliata.
In Sicilia il termine con cui si indica un tipo di formaggio fresco è tuma, la cui radice etimologica è la medesima.

## Zone di produzione
Numerosi sono i tipi di "toma", prodotti quasi esclusivamente in Piemonte e Valle d'Aosta, con diverse varianti nella composizione del latte (vaccino con più o meno latte di pecora o capra) e nella stagionatura, oltre che nelle dimensioni delle forme e nel gusto (più o meno aromatico, più o meno salato e più o meno forte) e spesso da parte di piccoli produttori. In Piemonte sono particolarmente note le tome delle valli dell'Orco, di Lanzo di Susa (la toma della Val Susa è citata nell'opera Summa Lacticinorium di Pantaleone da Confienza, pubblicata in Torino nel 1477) e nella Stura (famosa per la toma del bot), nella Valle Ellero e in Valsesia, nonché nelle zone delle Langhe, delle valli del vercellese e del biellese.

## Tipi di tome
Alcune tome hanno ottenuto la Denominazione di Origine Protetta (DOP), altre la  Prodotto agroalimentare tradizionale italiano (PAT), altre ancora sono divenuto famose, senza tuttavia aver ancora ottenuto una certificazione ufficiale. Eccone un breve elenco:
- Toma di Balme (riconoscimento di Slow Food)
- Toma di Gressoney (riconoscimento PAT)
- Toma del Mottarone
- Toma piemontese (riconoscimento DOP)
- Toma lucana (riconoscimento PAT)[3]
- Toma dël lait brusc (riconoscimento PAT e presidio Slow Food)